# Lila (Pirsig)
Lila - Oder ein Versuch über Moral ist ein genreübergreifendes Werk des US-Schriftstellers Robert M. Pirsig, das autobiographische, narrativ-romanartige und philosophisch-wissenschaftliche Elemente benutzt, um einerseits den Handlungsrahmen des Romans zu entfalten, während diese äußere Rahmenhandlung wiederum der imaginären Hauptfigur Phaidros Beispiele und Impulse zur Entwicklung der eigentlichen Kernthematik, der Metaphysik der Qualität, liefert. Lila zeichnet sich, wie das erste Buch Pirsigs, durch die anschauliche Darstellung komplexer philosophischer Themen aus. Ziel und Anspruch Pirsigs ist dabei, den Widersprüchen und Problemursachen der menschlichen Existenz nachzuforschen und seine Erkenntnisse durch empirische und analytische Untersuchungen zu prüfen. Seine Texte sind daher inhaltlich gesehen zwar durchaus philosophisch, während die Impulse zur Theoriebildung aus empirischen Alltagserfahrungen entnommen sind und die abgeleiteten Aussagen sich in der parallel erzählten äußeren Rahmenhandlung der Lebenswirklichkeit bewähren müssen. Diese Kombination von rationaler Wissenschaft, die Pirsig in seinem ersten Buch Zen und die Kunst ein Motorrad zu warten als „Chautauqua“ bezeichnete, macht den besonderen Reiz und intellektuellen Anspruch von Lila aus.

## Erzählstruktur

### Äußere Handlung
Wie auch in dem ersten Buch Pirsigs (Zen und die Kunst ein Motorrad zu warten) besteht die Rahmenhandlung in einer Reise durch Teile Amerikas. Pirsig reist im beginnenden Winter („Als er gestern das erste Mal an Deck ging, rutschte er aus und fand sein Gleichgewicht wieder, und dann sah er, dass das ganze Boot mit Eis bedeckt war“, S. 11) vom Lake Superior in Richtung Atlantik. Auf dem Weg nach Kingston legt Pirsig in Troy an und trifft in einer Bar nahe dem Anleger zwei frühere Bekanntschaften, den Rechtsanwalt Richard Rigel und seinen Begleiter Capella. In dieser Bar lernt Pirsig eine Frau namens Lila kennen. Lila und Rigel kennen sich seit ihrer Schulzeit, aber während Rigel Lila aufgrund ihrer sexuellen Zügellosigkeit offensichtlich ablehnt, scheint Lila eine zwar zwiespältige und auch aggressive, aber dennoch von Zuneigung geprägte Beziehung zu Rigel zu haben. In der Bar kommt es zu einem Streit zwischen Lila und einigen Anwesenden, unter anderem auch mit Rigel. Die zunächst flüchtige Bekanntschaft zwischen Pirsig und Lila endet, wohl unter Einfluss von Alkohol, in der Kajüte von Pirsigs Boot. Aus dem One-Night-Stand entwickelt sich dabei, von Pirsig ungewollt, ein längerer Aufenthalt Lilas auf seinem Boot.
Während der gemeinsamen Zeit bemerkt Pirsig schnell den psychotisch-depressiven Geisteszustand von Lila, der sich in unvermittelten, explosiven Aggressionen und ihrer seelischen Isolation (Lila: „Keiner kennt Lila!“ (S. 4) „‚Mein Gott, der konnte einen wahnsinnig machen! Ein Blödmann. Ein ausgemachter Blödmann, das ist er. Ja! Ein Blödmann und falscher Fuffziger [...] Er weiß gar nichts.‘ Ihre Hände zitterten. Oh-oh. Sie wusste, was das bedeutete. Sie nahm die Handtasche von der Koje, öffnete sie und nahm die Tabletten heraus.“ (S. 151) Obwohl Pirsig Lila gegenüber freundlich auftritt, bleibt das Verhältnis zwischen den beiden dennoch gespannt: Lilas latente Feindlichkeit gegenüber Männern überträgt sie auch auf Pirsig, was schließlich in einer Eskalation der Situation endet und Lila das Schiff fluchtartig verlässt: „Sie wollen dich nur in den Schmutz ziehen! Sie sind alle völlig irre, und sie versuchen es an dir auszulassen, bis du auch völlig irre bist.“ (S. 322f.)
Ohne Geld oder sonstigen Besitz irrt Lila anschließend durch New York und erleidet eine Psychose und Halluzinationen, bis sie nach einer mehrstündigen Odyssee wieder zum Boot zurückkehrt. In der Zwischenzeit ist ihr Zustand von Aggressivität in eine völlige Defensive und Teilnahmslosigkeit umgeschlagen. Auf dem Deck des Bootes sitzend, bemerkt sie eine Puppe im schmutzigen Flusswasser: „Die kleine Hand streckte sich ihr aus dem Wasser entgegen. Es war die Hand eines Babys! Sie konnte die kleinen Finger sehen. Der kleine Körper war ganz steif und kalt. Die Augen waren geschlossen. Sie spülte den Schaum vom Körper und sah, dass das Baby noch heil war. Die Fische hatten nichts weggefressen. Aber es atmete nicht. Dann hob sie ihren Pullover vom Boden des Cockpits auf und wickelte das Baby hinein und drückte es an sich. Und sie wiegte das Baby hin und her, bis sie merkte, dass die Kälte aus seinem Körper wich.“ (S. 329)
Als Pirsig zum Boot zurückkehrt findet er Lila in einem katatonen Zustand. Er verwirft seinen spontanen Impuls, sie an eine Psychiatrie zu übergeben, und entscheidet sich stattdessen dazu, sich selbst um Lila zu kümmern: Einerseits kennt er die Standardprozeduren in Psychiatrien aus eigener Erfahrung sehr gut und weiß daher, dass Lila dort lediglich verwahrt, aber niemals geheilt werden würde. Zudem ist Pirsig ein grandioser Wissenschaftler und Denker und hat einerseits durch seine transzendente Erfahrungen wie auch durch eine eigene psychotische Episode und seiner anerkannten Begabung zum analytischen Denken die Aussichtslosigkeit der psychologischen Methodiken erkannt: „Das waren keine Drogen, dachte er. Das war etwas wirklich Ernstes. Er erkannte die Art wieder, in der sie ihre Worte setzte, den Wortsalat. Er selbst war einmal bezichtigt worden, so zu sprechen.“ (S. 354)
Pirsig richtet sich darauf ein, Lila mit auf seine Seereise zu nehmen und für sie zu sorgen, als Rigel unerwartet wieder auftaucht. Lila bittet Rigel, sie mitzunehmen unter dem Vorwand, dass Pirsig sie umbringen wolle. Genauso unverhofft, wie Lila auf Pirsigs Boot kam, verschwindet sie damit wieder aus seinem Lebensbereich. Ein imaginäres Zwiegespräch Pirsigs mit der von Lila zurückgelassenen Puppe resümiert die Handlung: „Ein Idol, das war diese Puppe. Das Idol einer aufgegebenen Religion eines einzigen Menschen. [...] Sobald sie einmal ritualisiert und angebetet worden sind, verändern diese Idole die ihnen anhaftenden Werte. Man kann sie ebensowenig auf den Müll werfen, wie man Kirchenstatuen auf den Müll werfen kann. [...] Diese Puppe stellte die innersten Werte Lilas dar, die wirkliche Lila, und sie sagte etwas über sie aus, was völlig allem anderen widersprach.“ (S. 449). „Er dachte eine Weile darüber nach, und dann schoss ihm eine Frage durch den Kopf. <Was würdest du sagen>, fragte er das Idol,<wenn wir jetzt in Indien wären?> Er wartete eine lange Zeit, aber er bekam keine Antwort. Dann hörte er nach einer Weile in seinen Gedanken eine Stimme, die nicht seine eigene zu sein schien: <Alles ist zu einem glücklichen Ende gekommen.> Ein glückliches Ende? Phaidros dachte darüber nach. <Ich würde es nicht ein glückliches Ende nennen>, sagte er. <Ich würde es ein offenes Ende nennen.> <Nein, dies ist ein glückliches Ende>, sagte die andere Stimme, <weil jeder bekommt was er haben wollte. Lila bekommt ihren über alles geliebten Rigel. Rigel bekommt sein über alles geliebtes Gefühl der eigenen Rechtschaffenheit und du bekommst Deine über alles geliebte dynamische Freiheit.> <Wie kannst du dann sagen, es sei ein glückliches Ende, wo du doch weist, was jetzt mit Lila [in der Psychiatrie] geschieht? Er wird sie zerstören!> <Nein>, sagte das Idol, <Er wird ihr nichts anhaben können. Sie hat ihn ab jetzt in ihrer Gewalt. Er ist erledigt. Von jetzt an ist er Wachs in ihren Händen.> <Nein>, sagte Phaidros, <Er ist Anwalt. Er verliert nicht so leicht den Kopf.> <Das braucht er auch nicht. Er hat ihn bereits verloren. Sie wird das, was er unter Moral versteht, gegen ihn verwenden.> <Wie?> <Indem sie eine reuige Sünderin wird. Sie wird ihm immer wieder versichern, was für ein wunderbarer, hochmoralischer Mensch er ist und dass er sie aus deinen Klauen gerettet hat. Und was kann er tun? Wie kann er das leugnen? Er kann es nicht bestreiten, und das wird sein moralisches Ich aufblasen wie einen Ballon, und wenn die Luft einmal raus ist, wird er zu ihr gehen, um sich moralisch wieder aufrichten zu lassen.> Donnerwetter, dachte Phaidros. Was für ein Idol! Sarkastisch, zynisch. Fast böse. Alles das, was er selbst im Grunde war? Vielleicht. Ein Schmierenkomödiant, dieses Idol. Ein Alleinunterhalter. Kein Wunder, dass es jemand in den Fluss geworfen hat. <Du hast gewonnen, weißt du>, sagte das Idol, <...kampflos, als du Rigel sagtest, Lila habe Qualität. Und der einzige Grund, warum du das gesagt hast, war, dass dir keine deiner üblichen intellektuellen Antworten eingefallen ist>.“ (S. 452) (In den Zitaten sind Satzbauten teilweise an die Notwendigkeit der Zitierform angepasst worden)

### Innere Handlung
Das Buch kombiniert die äußere Rahmenhandlung (= die Bootswanderung durch Teile der Vereinigten Staaten) mit einer inneren Handlungsebene, die größtenteils als Gedankenrede der Hauptfigur Phaidros wiedergegeben wird. Auf dem Weg zum Atlantik folgt Pirsig, dessen analytischer Persönlichkeitsanteil die Erzählfigur Phaidros ist, den alten Handelsrouten, auf denen zu viktorianischen Zeiten Warenaustausch stattgefunden hat. Die alten Herrenhäuser aus der viktorianischen Zeit spiegeln die innere Gemüts- und Werteverfassung der viktorianischen Gesellschaft wider und zeigen überdimensionierte Verzierungen an Gebäudefassaden, die der überzierten und gespreizten Sprache und Denkweise ihrer Bewohner passten. Mehr als alles andere bewerteten und beachteten die Viktorianer die gesellschaftliche Etikette; gutes, situiertes Benehmen war der Inbegriff von Moral und Ehre, wobei sich diese Wertehaltung in einem Ausmaß versteift hatte, dass die Gesellschaft sich durch ihr statisches Weltbild und Weltempfinden der eigenen Weiterentwicklung beraubte. Die Statik, welche die konservativen Viktorianer besonders auspreisten, sorgte dafür, dass die Gesellschaft ihre Fähigkeit zur kulturellen Regeneration verlor. Die aufkeimende Wissenschaft stellte den Anspruch der Viktorianer auf moralischen Absolutismus jedoch zunehmend in Frage, wie Pirsig anhand der Effekte von Werken wie „Coming of age in Samoa“ von Margaret Meads zeigt, die zur Auflösung der dogmenhaften Moralvorstellungen der Viktorianer führten und den Viktorianern die Legitimation zur Verkündung von Moralkatalogen entzog: M. Meads beschrieb in dem Buch, dass in der Kultur Samoas die Promiskuität (vorehelicher Sex) nicht gesellschaftlich sanktioniert sei, was aber eben nicht dazu führe, dass die Gesellschaft degeneriere, sondern sich offenbar als sehr zuträglich für das Aufwachsen der Teenager und als Gewinn für die Gesellschaft erweise. Die Machtprobe zwischen den viktorianischen Funktionären und der neuen Kaste der Wissenschaftler wurde, so die heutige Erfahrung, von den Wissenschaftlern gewonnen. Sie relativierten nach den Maßstäben der wissenschaftlichen Erkenntnissen die Moralregeln ihrer Gesellschaft und sorgten damit für jenen Wertewandel, der von den Älteren als „Werteverfall“ kommentiert wurde, von den Jüngeren aber als „Befreiung des Individuums aus dem Diktat der Gesellschaft“ gefeiert wurde. Die Wissenschaft schien die Möglichkeit liefern zu können, gültige Moralsysteme zu hinterfragen, aber wie Pirsig beschreibt, war das Ergebnis keine Verbesserung des gesellschaftlichen Zustandes, sondern eine aufkeimende Degeneration der Gesellschaft, die von zunehmender Gewalt und steigender Kriminalität begleitet wurde. Die alten, viktorianischen Wertemaßstäbe waren nicht dynamisch, nicht anpassungsfähig genug gewesen, sodass sie von den Entwicklungen der Zeit erodiert und überholt wurden. Die gesellschaftliche Degeneration setzte aber deshalb ein, weil die Wissenschaft ihre eigentliche Aufgabe, die sie nun ausfüllte, nicht wahrnehmen konnte: Sie war unfähig, Werteurteile auf rationaler Basis zu begründen, weil die ihr zugrunde liegende metaphysische Annahme davon ausgeht, dass „Werte“ und „Moral“ unwirkliche, irrationale und letztlich subjektive Phänomene seien, die sich weder messen noch kausal deduzieren ließen. Da die gültige Wissenschaftstheorie (Erkenntnistheorie) die Existenz von Werten demnach ablehnt, war die Folge der Auflösung der viktorianischen Werte nicht, dass die Moralideale gewandelt wurden, sondern dass ein moralisches Vakuum erzeugt wurde und „die Welt zu einem sinn- und wertlosem Ort im Universum“ (S. 254) verkam.
Pirsigs besonderes Verdienst liegt darin, in Lila ein alternatives Modell zur Erkenntnistheorie vorgelegt zu haben, das eine empirisch fundierte Wertetheorie („Metatheorie der Qualität“) ermöglicht und auf der Basis dieser Theorie das Analysieren und Fällen von Werteentscheidungen erlaubt.
Der Roman verbindet mehrere Erzähltechniken miteinander. So ist er teilweise konzipiert als berichtete Gedankenrede der Teilhauptfigur Phaidros durch Pirsig selbst, welche Betrachtungen und Analysen auf erkenntnistheoretischer Ebene vornimmt und im Verlauf des Buches die Metaphysik der Qualität entwickelt. Die äußere Rahmenhandlung dient dabei als experimenteller Rahmen, in dem die Argumentationsschritte und Aussagen der Metaphysik der Qualität geprüft und veranschaulicht werden. Pirsig selbst berichtet autobiographisch über seine Eindrücke, die er während der Reise sammelt. Auch führt Pirsig die Gedanken seiner zweiten Identitätshälfte Phaidros inhaltlich weiter.

### Figuren (Teilpersonen) und deren Konfiguration
PIRSIG verwendet in Lila eine vierfache Perspektive auf seine Hauptfigur: Phaidros repräsentiert dabei einen alten, nur noch latent als Erinnerungsfragmente vorhandenen Persönlichkeitsteil. Der Skipper ist rezent, wird aber in sozialen Gruppen nicht als Intellektueller erkennbar. Der Schriftsteller beschreibt dieselbe Person (nämlich PIRSIG), allerdings aus der Wahrnehmung und Einschätzung seiner Mitmenschen. Der Erzähler selbst ist mit dem Autor identisch; er berichtet von und aus den verschiedenen figuralen Perspektiven, greift deren Bewertungen und Handlungen auf und führt diese gedanklich weiter, um über deren Erfahrungswelt seine 'Metatheorie der Qualität' abzuleiten.
- Die Teilfigur PHAIDROS hat einen autobiographischen Hintergrund und ist bei Pirsig ein streng wissenschaftlich-analytisch denkender Typus, dessen Erkenntnisdrang eindeutig destruktive Formen trägt und für diesen Persönlichkeitsteil alltagsdominierend ist. Phaidros ist allerdings kein Konformist, sondern ein intelligenter Querdenker, der wissenschaftliche Autoritäten (z. B. Aristoteles) und konservative Denkstrukturen schonungslos angreift und widerlegt. Die Impulse für seine Kritik bezieht Phaidros aus den fernöstlichen Philosophien des Zen-Buddhismus.

Phaidros stellt einen früheren Lebensabschnitt von PIRSIG dar, der 1961 in einer psychotischen Episode PIRSIGS endete und durch eine gerichtlich angeordnete Elektrokrampftherapie beendet wurde. Pirsig berichtet von den Gedankengängen und Erkenntnisschritten des Phaidros als eine ihm fremd gewordene Person, deren Charakteristik und Psyche von ihm selbst (teilweise mühevoll) rekonstruiert werden muss und ihm nur teilweise erinnerbar ist. Der Erzähler hat damit einen begrenzten Einblick in die Figur.
- Der SKIPPER tritt auf, wenn die Erzählung soziale Umfelder mit mehreren Figuren wiedergibt. Der Skipper wird stets unpersönlich beschrieben, der Erzähler hat keinen Einblick in die Gedanken und Motive dieser Figur.

- Der ERZÄHLER (der identisch mit dem Autor wirkt) stellt die Zusammenhänge und Bezüge zwischen den Figuren Phaidros, dem Skipper und sich selbst her. PIRSIG berichtet von ihrem Tun und Seelenleben aus der Perspektive eines Außenstehenden. Die Haltung PIRSIGS gegenüber seinen Teilfiguren ist interessiert und mitfühlend, aber kaum bewertend.

## Metatheorie der Qualität
Ein wesentlicher Punkt der oben bereits angesprochenen Metatheorie der Qualität ist die Erkenntnis, dass sich das Leben entlang der Basis „Ambivalenter Systeme“ entwickelt. Als Ambivalente Systeme sind entwicklungsoffene (also nicht determinierte und daher in ihrer weiteren Entwicklung nicht klar vorhersehbare) Gegebenheiten bezeichnet, die dadurch gekennzeichnet sind, dass sie eine hohe Bandbreite an möglichen Ergebnissen und Kombinationen aufweisen. Leben und Evolution befinden sich dabei in einem wechselseitigen Zustand von dynamischer Erschaffung von Neuem, das phasenweise statisch abgesichert wird, um den evolutionär erreichten neuen Zustand zur Ausgangsbasis der weiteren Evolution nehmen zu können. Die „dynamische Qualität“ bleibt von Pirsig, wie in seinem ersten Buch „Zen“, weitestgehend undefiniert, während Pirsig die statischen Errungenschaften jener dynamischen Kraft aufzeigt und analysiert.

### Evolutionsstufen
Kernpunkt Pirsigs Metatheorie ist die Aussage, dass ambivalente Systeme Übergangsstellen von einer Evolutionsstufe zur nächsthöheren Stufe bilden. Dabei bilde jede neue Evolutionsstufe solche Strukturen aus, die eine Befreiung von vorherigen Zwängen (Naturgesetzen o. determinierenden Faktoren) verspreche. Pirsig benennt in LILA vier Evolutionsstufen: Anorganisch (Kohlenstoff), Biologisch (Zellverbünde), Sozial (gesellschaftliche Wertebündnisse), Geistig (). Damit verwirft PIRSIG den bisherigen metatheoretischen Rahmen des Subjekt-Objekt-Dualismus und ergänzt den bisherigen erkenntnistheoretischen Rahmen um die Begriffe des Biologischen und Sozialen. Dadurch, dass die bisher übersehenen Bindeglieder zwischen der materiellen (anorganischen) und geistigen Evolutionsstufe zur Verfügung stehen, können die Relationen zwischen den einzelnen Stufen erkannt werden. Hier sei erkennbar, dass zwei aufeinander folgende Evolutionsstufen nicht harmonisch, sondern eher feindlich gegenübergestellt seien:

### Beispiele
- Anorganisch: Kohlenstoff

So nimmt der Kohlenstoff innerhalb des PSE eine Stellung ein, die ihn mit der größten Ambivalenz zum Eingehen von Verbindungen mit den anderen Elementen des PSE ausstattet. Kohlenstoff verbindet sich mit den Gruppen der Nichtmetalle ebenso wie mit den Metallen und den Halogenen; außerdem verbindet es sich in mehreren chemischen und plastischen Formen auch mit sich selbst. Die biologischen Strukturen basieren auf dieser Ambivalenz des Kohlenstoffs. Sie verwenden seine Ambivalenz zur Erreichung eigener Ziele und verknüpfen ihn zu mehreren 10.000 Molekülen. Aufgrund dieser neuen Organisationsform werden die anorganischen Wertesysteme überwunden: Biologische Strukturen widersetzen sich den für die anorganischen Strukturen unumgehbaren Naturgesetze wie Schwerkraft und Thermodynamik.
- Protozoen

Gemäß der Endosymbiontentheorie entstanden die ersten höheren Zellen durch unvollständige Verdauung von funktionalen Einzelgruppen, die heute als sogenannte „Kompartimente“ separate Vakuolen in den rezenten Einzellern fortbestehen und die Zellmembran tragen, die ihre Phagocytose verhinder(te)n. Diese ersten Formen der Kooperation vergrößerten die Überlebenschancen der bis dahin getrennt koexistierenden Organisationsformen, später schlossen sich gleichartige Zellen zu Zellverbandstrukturen zusammen, um sich weitere Vorteile zu verschaffen (vgl. Volvox spec.: Mobilität).
- Gesellschaften

Der Zusammenschluss von Einzelindividuen zu sozialen Gruppen beseitigte einige Probleme, mit denen Organismen bis dato zu kämpfen hatten. Es entstanden Variationen zum Austausch der überlebensrelevanten genetischen Informationen zwischen den Individuen und auch Formen, um diese Informationen zu variieren. Beispiele für sexuelle Vorgänge sind die Konjugation zwischen Algen und Bakterien über Plasmide oder die Karyogamie von Pilzen, aber auch die Fortpflanzung mithilfe von Keimzellen auf dem Wege z. B. der menschlichen Sexualität über verschiedengeschlechtliche Partner. Die Sexualität löste das Problem der genetischen Defekte: Bislang stellten Radioaktivität und andere mutationsauslösende Faktoren eine Bedrohung der Artenexistenz dar, während die Mutation jetzt eine hilfreiche Bandbreite an genetischen Varietäten erzeugte, über deren Brauchbarkeit dynamisch entschieden werden konnte. Das Einzelschicksal des Individuums war damit dem gesellschaftlichen Allgemeinziel untergeordnet worden.
- Geist

Das Auftreten des Geistes und des Denkens stellt das Erscheinen einer weiteren Evolutionsstufe dar, die wiederum die ambivalentesten vorhandenen Vorstufen der Evolution als seine Basis verwendete. So wie bisher alle Evolutionsstufen zum Ziel hatten, ihre vorhandenen Zwänge und Einengungen zu überwinden, ist das Bemühen der geistigen Organisationsform darauf ausgerichtet, die für seine Existenz geltenden Regeln und „Gesetze“ – und vor allem Möglichkeiten zu deren Überwindung – zu evaluieren: Wissenschaft ist der Versuch, die Gegebenheiten, Gesetzmäßigkeiten und Bedingungen der Welt zu erkunden und durch Forschung und Lehre zu beschreiben. Die Definition von Wissenschaft nach Popper spiegelt dieses Schema der Evolution im Sinne der „Suche nach Entfaltungsmöglichkeiten“ wider: diese sei den Zielen gewidmet, Problemlösungen zu finden und „Übel und Leid zu vermindern“.

## Implikationen für die menschliche Existenz
Wie Pirsig zeigt, sind die vier Evolutionsstufen nicht harmonisch zueinander aufgestellt, sondern betreiben die eigennützige Verwirklichung der eigenen Stufe zulasten der anderen Stufen. Höhere Stufen beinhalten alle darunter liegenden Evolutionsstrukturstufen und beinhalten daher auch alle Konflikte, die zwischen den Stufen toben. So ist z. B. die Sexualität (wie viele andere biologische Ausdrucksformen des Lebens) gesellschaftlich über das soziale Schamgefühl restringiert, während die Sexualität gleichzeitig ein vom Individuum selbst kaum zu bändigendes Triebmoment seiner menschlichen Natur ist. Gleichzeitig ist seine geistige Stufe in der Lage, die ihm von der Gesellschaft aufgedrängten Zwänge zu lokalisieren, ihre Brauchbarkeit zu prüfen und nach Wegen zu ihrer Umgehung zu suchen. Da jede Stufe eigennützig orientiert ist, kann der vom Geist gefundene Ausweg geltende soziale Regelungen torpedieren und zum Zusammenbruch bisheriger sozialer Gesellschaftsstrukturen führen.

## Entstehungsgeschichte
Lila entstand 17 Jahre nach dem ersten Werk Zen und die Kunst ein Motorrad zu warten. Es wurde vom Autor als das bedeutendere seiner beiden Werke angesehen.

## Ausgaben
- Lila: An Inquiry into Morals. Bantam Books, 1991, ISBN 0-553-07873-9
- Lila oder ein Versuch über Moral. Aus dem Amerikanischen von Hans Heinrich Wellmann
  - Verlag S. Fischer Frankfurt am Main 1992, ISBN 3-10-061902-1
  - Fischer-Taschenbuch-Verlag, Frankfurt am Main 2006, ISBN 3-596-17169-5